# 존오그로츠
존오그로츠(John o' Groats)는 스코틀랜드의 하이랜드 지방에 있는 마을이다. 그레이트브리튼섬에서 가장 북쪽에 위치한 마을이라는 점에서 관광객들에게 인기가 있다.